# Вольноопределяющийся

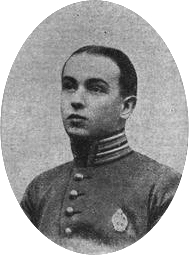
Бобриков, М. Г., вольноопределяющийся лейб-гвардии Конного полка

Вольноопределя́ющийся — военнослужащий (из нижних чинов) Русской Императорской армии и Флота, поступивший на военную службу добровольно и пользовавшийся определёнными льготами.
В эпоху рекрутской повинности (до 1874 года) вольноопределяющимися назывались лица, добровольно поступившие на службу из податных сословий, не подлежащих рекрутскому набору (купцы, мещане и другие), или же лица из податных сословий, не подлежавшие набору лично.
После введения всеобщей воинской повинности статус вольноопределяющихся существенно изменился. Чтобы стать вольноопределяющимся, призывник должен был иметь определённый образовательный ценз и добровольно выбрать обязательную службу на льготных условиях вместо вероятного призыва по жребию на общих условиях. Льготы для вольноопределяющихся состояли в сокращённом сроке службы и праве на производство (при условии сдачи особого экзамена) в офицеры по окончании срока службы.
В немецкоязычных странах вольноопределяющийся назывался одногодичник-доброволец (Einjährig-Freiwilliger), сокращённо — EF, так как срок службы в этом статусе составлял один год, после чего можно было держать офицерский экзамен.

## Вольноопределяющиеся в период рекрутской повинности (2-я половина XVIII века — 1874 год)
Основным способом пополнения офицерского корпуса до середины 19 века было производство дворян в офицеры после определённого срока действительной службы нижним чином, без получения специального военного образования. До издания в 1762 году Манифеста «О вольности дворянства» служба (военная либо гражданская) была для дворян обязательной, проблемы нехватки кандидатов на офицерские должности не существовало. После объявления вольности дворянства возникла проблема комплектования офицерского корпуса. В результате сформировалось два пути получения чина офицера: через специальное военное образование (меньшинство офицеров) и после выслуги определённого срока нижним чином. Военнослужащие, поступившие на службу добровольно и желающие получить офицерский чин после выслуги нижним чином, разделялись на следующие категории:
- дворяне;
- представители сословий, не обязанных рекрутской повинностью (первоначально купцы двух первых гильдий и почётные граждане; перечень сословий, освобождённых от повинности, постепенно расширялся);
- представители сословий, обязанные рекрутской повинностью, но не подпадающие под очередной набор лично (прежде всего, лица, у которых уже призван в армию брат).

Две последних группы военнослужащих получили название вольноопределяющихся.
Военная служба могла привлечь таких добровольцев только при условии предоставления им определённых льгот как относительно общего 25-летнего срока службы рекрутов, так и относительно срока, необходимого для производства в офицерский чин (рекруты также могли быть произведены в офицеры за особые заслуги при выслуге 12 лет унтер-офицерами).
Вольноопределяющиеся должны были служить 4 года до производства в унтер-офицеры, после чего могли быть произведены в офицеры ещё через 4 года. Условия для дворян были более льготными — они могли поступать на службу сразу же унтер-офицерами и производились в офицеры через 3 года службы. Вольноопределяющиеся могли быть произведены в офицеры только при наличии вакансий и при условии, что в полку нет кандидатов-дворян с необходимой выслугой.
Условия службы для вольноопределяющихся неоднократно изменялись в эпоху наполеоновских войн — правительство в периоды значительной неукомплектованности офицерского корпуса то облегчало условия производства в офицеры, то снова ужесточало их после заполнения вакансий.
После войны 1805 года впервые были введены особые льготы по образованию: студенты университетов, поступившие на военную службу (в том числе и не из дворян), служили только 3 месяца рядовыми и 3 месяца подпрапорщиками, после чего производились в офицеры вне вакансий. Эти льготы применялись пока что к крайне незначительному числу военнослужащих.
К моменту получения офицерского чина вольноопределяющиеся достигали, как правило, старших званий для нижних чинов: подпрапорщика, портупей-прапорщика, эстандарт-юнкера и фанен-юнкера. В 1859 году все эти звания были отменены, а их носители переименованы в юнкеров и портупей-юнкеров. В просторечии такие юнкера назывались «юнкерами армии», для различения их с учащимися военно-учебных заведений.
В целом, понятие «вольноопределяющийся» в период до 1874 года относилось не к званию военнослужащего, а к его правовому статусу. Вольноопределяющиеся никак не отличались от нижних чинов ни по форме одежды, ни по условиям несения службы.
На середину 19 века из вольноопределяющихся (включая сюда и кандидатов на офицерский чин из дворян) происходило около половины генералов, 55—65 % младших офицеров.

### Свод военных постановлений1839 года
Свод военных постановлений издания 1839 года представлял собой первую попытку систематизации мозаичного и отчасти устаревшего военного законодательства. Свод разделял всех лиц, поступающих на службу добровольно, на студентов (лиц с образовательным цензом) — наиболее льготную категорию, дворян и вольноопределяющихся, которые, в свою очередь, разделялись на три разряда по сословной принадлежности.
- Первый разряд. Дети личных дворян, имеющие права на потомственное почётное гражданство; священников; купцов 1-й — 2-й гильдий, имеющих гильдейское свидетельство в течение 12 лет; врачей; аптекарей; художников и т. п. лиц; воспитанники воспитательных домов; иностранцы. Срок службы до производства в офицеры 4 года (при отсутствии вакансий — через 6 лет в другие части).
- Второй разряд. Дети однодворцев, имеющие право отыскивать дворянство; почётных граждан и купцов 1-й — 2-й гильдий, не имеющих 12-летнего стажа. Срок службы до производства в офицеры 6 лет.
- Третий разряд. Дети купцов 3-й гильдии, мещан, однодворцев, утративших право на отыскание дворянства, канцелярских служителей, а также незаконнорождённые, вольноотпущенники и кантонисты. Срок службы до производства в офицеры 12 лет.

Обязательных образовательных требований, как для поступления в вольноопределяющиеся, так и для производства в офицеры, не предусматривалось.

#### Введение требований по образованию в 1844 году
В 1844 году, как следствие общего развития системы образования, было признано возможным требовать от поступающих на службу дворян и вольноопределяющихся определённого образовательного ценза; кандидатам, при отсутствии требований окончания определённых учебных заведений, следовало сдавать специальный экзамен. В состав экзамена входили:
- грамматика (сочинение);
- немецкий или французский язык (умение читать и писать);
- арифметика на элементарном уровне;
- российская и мировая история;
- география (две последние дисциплины — в достаточно развернутом изложении).

Экзаменов по специальным военным предметам не предусматривалось, производство в офицеры по-прежнему происходило без экзамена.
Кандидаты, не сумевшие сдать экзамен, могли поступить на военную службу охотниками, то есть добровольцами, не имевшими льгот по сроку службы и условиям производства в офицеры.

#### Изменение условий службы в период Крымской войны
Во время Крымской войны (1853-56 годы) офицеров в армии недоставало, и условия получения звания в 1854 году были временно смягчены:
- лица с высшим образованием производились в офицеры немедленно при поступлении на службу;
- выпускники гимназий дворянского происхождения производились в офицеры после выслуги 6 месяцев;
- для всех остальных категорий вольноопределяющихся необходимые сроки выслуги были уменьшены в 2 раза (до 2, 3 и 6 лет соответственно).

В 1856 году, по окончании войны, сокращённые сроки службы были отменены. С 1856 года вольноопределяющихся производили в офицеры и при отсутствии вакансий. С 1856 года были усилены льготы по образованию: магистры и кандидаты духовных академий были уравнены в правах с выпускниками университетов; студенты духовных семинарий, воспитанники дворянских институтов и гимназий служили в унтер-офицерском звании до производства в офицеры только 1 год.

#### Изменение условий службы в 1858 году
В 1858 условия службы вольноопределяющихся были изменены. Вольноопределяющие могли сдать экзамен на право производства в офицеры непосредственно при поступлении на службу. Если им не удавалось сдать этот экзамен, они обязывались прослужить определённое время, причем получали право повторной сдачи экзамена с производством в офицеры в любое время. Вольноопределяющиеся 1-го разряда обязаны были служить 4 года, 2-го разряда — 6 лет, 3-го разряда — 12 лет.
С 1860 года в офицеры, независимо от наличия вакансий, производили вольноопределяющих, сдавших офицерский экзамен при поступлении на военную службу. Тех же, кто прослужил 4, 6 и 12 лет и сдал экзамен при прохождении службы, при отсутствии вакансий увольняли с чином коллежского регистратора.

#### Изменение условий службы в 1866 году
В 1866 году последовали дальнейшие изменения условий службы для вольноопределяющихся, вызванные как очередным сокращением срока службы по рекрутскому набору (до 7 лет действительной службы), так и появлением и быстрым развитием системы военных и юнкерских училищ. Все лица, желающие получить офицерский чин без обучения в военном либо юнкерском училище, разделялись на четыре категории, две из которых именовались вольноопределяющимися. Вольноопределяющиеся теперь разделялись на две категории, зависящие от того, обязано ли было рекрутской повинностью то сословие, к которому они принадлежали (на тот период подлежали повинности только крестьяне и мещане). Эти четыре категории были следующими:
- Имеющие высшее или среднее образование. Именно эта категория военнослужащих будет переименована в вольноопределяющиеся после 1874 года, но в данный период по отношению к ним этот термин не применялся. Имеющие высшее образование держали экзамен только по военным наукам из курса юнкерского училища, служили в строю 3 месяца (с 1869 года — 2 месяца), после чего производились в офицеры. Имеющие среднее образование сдавали такой же экзамен, но служили в строю 1 год.
- Дворяне без среднего образования. Сдавали экзамен по полному курсу юнкерского училища, производились в офицеры после 2 лет службы в строю.
- Вольноопределяющиеся из сословий, необязанных рекрутской повинностью. Сдавали экзамен по полному курсу юнкерского училища, производились в офицеры после 4 лет службы в строю.
- Вольноопределяющиеся из сословий, обязанных рекрутской повинностью. Сдавали экзамен по полному курсу юнкерского училища, производились в офицеры после 6 лет службы в строю.

Дворяне без среднего образования и вольноопределяющиеся могли по своему выбору либо поступать в юнкерские училища, либо самостоятельно сдавать экзамен по их курсу, находясь на действительной службе. Существовавшие экзаменационные требования 1844 года и возможность сдать экзамен до поступления на службу с последующими льготами были упразднены.
Произведённая реформа делала пребывание в статусе вольноопределяющегося достаточно невыгодным, и стимулировала всех кандидатов на офицерский чин, в том числе уже находящихся на службе, к поступлению в юнкерские училища, система которых в тот период активно развивалась.

## Вольноопределяющиеся в период всеобщей воинской повинности (с 1874 года)
В 1874 году происходит реформа воинской повинности — рекрутские наборы заменяются всеобщей, бессословной воинской повинностью с призывом в армию по жеребьёвке. Система военно-учебных заведений развивается до той степени, при которой пополнение офицерского корпуса происходит в основном через получение военного образования. Появляется запас армии, в который зачисляются отслужившие действительную службу нижние чины. Для обеспечения армии дополнительными офицерами в случае мобилизации потребовались офицеры запаса. Эта ситуация привела к реформе института вольноопределяющихся — теперь его основным предназначением была подготовка офицеров запаса. Новые условия службы для вольноопределяющихся позволяли лицам с образовательным цензом заменить вероятное (по жребию) попадание на службу (с большим сроком службы и на худших условиях) добровольным поступлением на службу (с меньшим сроком службы и на лучших условиях) с последующим присвоением офицерского чина.
Офицерские чины ежегодно присваивались 1,5-2 тысячам вольноопределяющихся, таким образом, при сроке пребывания в запасе 12-13 лет, армия к 1890-м годам получила около 20 тысяч офицеров запаса. Первая мировая война показала недостаточность этого метода комплектования корпуса офицеров запаса, резерв которых был немедленно исчерпан при мобилизациях 1914 года, после чего пришлось перейти к другим методам неотложной подготовки офицеров.
После реформы 1874 года слово «вольноопределяющийся» превратилось из описания правового статуса военнослужащего в своеобразное воинское звание. К вольноопределяющемуся, даже если он имел звание, отличное от рядового, уставно обращались «Вольноопределяющийся такой-то». Для офицеров считалось хорошим тоном обращаться к вольноопределяющимся на «вы» и говорить им «господин», хотя устав этого не требовал.

### Общие правила о вольноопределяющихся

Вольноопределяющийся, 1910-е. На погонах видна обшивка трехцветным кантом, на груди университетский знак.

Ефрейтор-вольноопределяющийся В. Бабак. 1916 год.

Вольноопределяющимися именовались лица, добровольно поступившие на службу на льготных условиях до того, как они подпали под общую процедуру призыва, при которой призываемые на службу определялись жеребьёвкой, а не вынувшие призывной жребий — освобождались от призыва и зачислялись в ополчение.
К вольноопределяющимся предъявлялись следующие требования:
- Возраст не менее семнадцати лет;
- Для несовершеннолетних (до 21 года) — согласие родителей;
- Наличие установленного образовательного ценза и (в некоторых случаях) сдача специального экзамена на звание;
- Соответствие требованиям по здоровью и телосложению.

О желании поступить в вольноопределяющиеся следовало заявить не менее, чем за два месяца до даты общего призыва. Лица старше призывного возраста (20 лет) принимались в вольноопределяющиеся, только если они не прошли ранее призыв по жеребьёвке из-за предоставления им законных отсрочек.
Не допускались в вольноопределяющиеся: а) состоящие под уголовным судом или следствием; б) подвергшиеся по суду наказанию, сопряжённому с лишением права поступать на государственную службу, и в) признанные по суду виновными в краже и мошенничестве.
Иудеи могли поступать в вольноопределяющиеся на общих основаниях, но в офицеры их не производили. Данная норма была негласной, прямого запрета на получение офицерского чина иудеями закон до 1913 года не содержал. Законодательно запрет на приём иудеев в военные училища был установлен Приказом по Военному ведомству в 1913 году.
Вольноопределяющиеся с медицинским образованием проходили службу на должностях, соответствующих их квалификации.
Вольноопределяющиеся могли поступать на службу в любое время года, выбирая род оружия по собственному усмотрению. Так как принятие их на службу зависело от наличия вакансий, желающий стать вольноопределяющимся должен был самостоятельно договориться о службе с командованием выбранной им части. В казачьи войска вольноопределяющиеся с 1876 года не принимались.
Вольноопределяющиеся, поступающие в кавалерию и в гвардию, обязаны были содержать себя на собственные средства. В других родах войск можно было содержать себя за свой счёт добровольно, что влекло за собой льготу в виде разрешения проживать вне расположения части.
Вольноопределяющиеся являлись нижними чинами, и могли получать те же звания и награды, что и остальные нижние чины. Единственным отличительным признаком вольноопределяющегося был трехцветный бело-желто-чёрный кант, которым обшивались погоны. Вольноопределяющиеся исполняли все обыкновенные обязанности нижних чинов, кроме участия в хозяйственных работах.
По окончании срока службы вольноопределяющиеся подвергались особому экзамену. Выдержавшие его производились в первый офицерский чин прапорщика (13 класс по Табели о рангах), невыдержавшие — оставались в том звании, которое имели ранее, и имели право продолжать службу добровольно. Экзамен в разное время имел разную степень сложности, но в целом для лиц с высшим и средним образованием экзамен заключался в военных дисциплинах по курсу военного училища, для лиц с образованием ниже среднего — совпадал с полным курсом военного училища. Для подготовки к экзамену вольноопределяющихся, как правило, освобождали на несколько месяцев от текущих обязанностей службы.
C 1884-86 годов чин прапорщика, который получали вольноопределяющиеся при производстве в офицеры, могли носить только офицеры запаса, выпускникам военных и юнкерских училищ присваивался чин подпоручика (12 класс по Табели о рангах). Вольноопределяющиеся с высшим образованием, если они желали продолжить службу, также производились в подпоручики.
Вольноопределяющиеся недворянского происхождения, получившие первый офицерский чин, в виде исключения не получали связанных с офицерским чином прав состояния (причисление к личному дворянству), пока не выслуживали в офицерских чинах трёх лет.
Вольноопределяющиеся могли уволиться со службы по собственному желанию, не выслужив установленного срока, но в этом случае они снова подлежали призыву на общих основаниях с жеребьёвкой. Вольноопределяющиеся, в отличие от прочих нижних чинов, могли испрашивать у начальства отпуск сроком до 4 месяцев, не включавшийся в срок службы.
Вольноопределяющиеся имели право на поступление в юнкерские училища. Юноши из небогатых семей могли после окончания 6 классов гимназии или реального училища поступать в вольноопределяющиеся, а затем, через небольшой промежуток времени, поступать в юнкерские училища с содержанием на казённый счёт (при поступлении гражданских лиц обучение было платным). Право на поступление в более престижные военные училища вольноопределяющимся не предоставлялось.
Вольноопределяющихся не следует смешивать с охотниками — нижними чинами, служившими без льгот и поступившими на службу добровольно при наличии права на отсрочку от призыва или после того, как вытащили непризывной жребий при призыве.

### Срок службы и требования к образованию

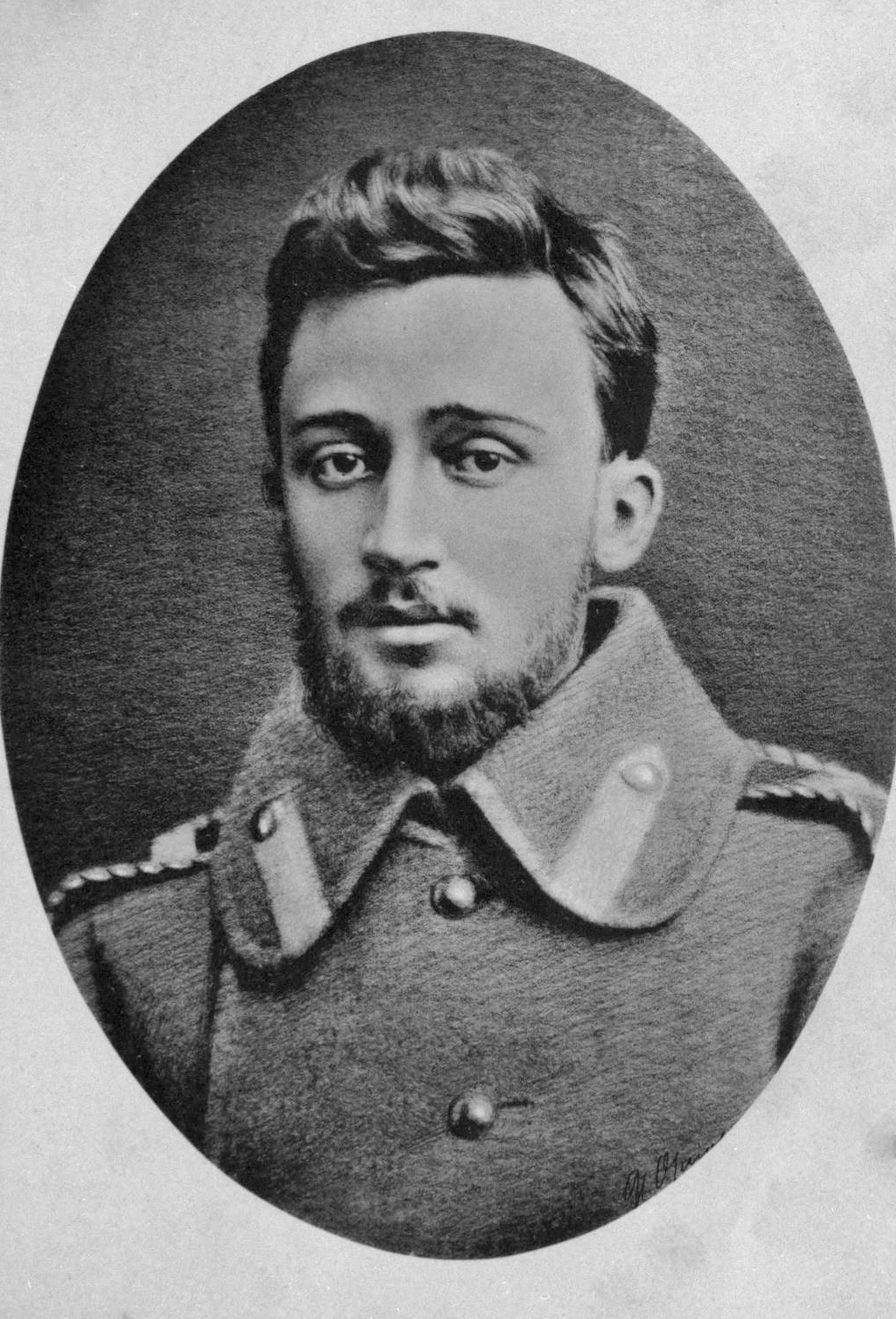
Вольноопределя́ющийся Гаршин, В. М. 1877 г.

#### По уставу о воинской повинности 1874 года
Право служить вольноопределяющимся определялось только образованием. В зависимости от уровня образования вольноопределяющиеся разделялись на три разряда.
- Первый разряд. Окончившие университеты и иные высшие учебные заведения.
- Второй разряд. Окончившие шесть классов гимназии или реального училища, два курса духовной семинарии, учительские институты, коммерческие училища, средние технические училища.
- Третий разряд. Окончившие различные заведения с общим шестилетним сроком обучения: прогимназии, четырёхклассные городские и уездные училища, учительские семинарии, любого рода специальные училища, дававшие звания техника, фельдшера, ветеринара и т. п. Все лица, имеющие звания учителя городского или уездного училища, домашнего учителя.

Общий срок службы без льгот составлял 6 лет на действительной службе, 11 лет в запасе.
Лица, имевшие льготы по образованию, при службе на общих условиях (призыв по жеребьёвке) служили с сокращённым сроком. Вольноопределяющиеся, также в зависимости от разряда по образованию, служили с ещё более сокращённым сроком.
- Первый разряд. Срок службы вольноопределяющихся — 3 месяца, 9 лет в запасе (срок службы на общих основаниях — 6 месяцев, 14 лет и 6 месяцев в запасе), производились в унтер-офицеры через 2 месяца службы, в офицеры — по выслуге обязательного срока службы;
- Второй разряд. Срок службы вольноопределяющихся — 6 месяцев, 9 лет в запасе (срок службы на общих основаниях — 1 год и 6 месяцев, 13 лет и 6 месяцев в запасе), производились в унтер-офицеры через 4 месяца службы, в офицеры — по выслуге обязательного срока службы;
- Третий разряд. Срок службы вольноопределяющихся — 2 года, 9 лет в запасе (срок службы на общих основаниях — 3 года, 12 лет в запасе), производились в унтер-офицеры через 1 год службы, в офицеры — по выслуге обязательного срока службы[8].

Устав о воинской повинности недостаточно четко определял возможность включения в число вольноопределяющихся третьего разряда выпускников самого «простонародного» типа шестилетней школы — уездных и городских училищ. В момент издания устава выпускников городских училищ ещё не существовало (училища образовывались с 1872 года), но к 1875—1876 Военное министерство определило свою позицию — выпускники городских и уездных училищ не могли поступать в вольноопределяющиеся.

#### Изменение срока службы в 1886 году
В 1886 году условия службы для вольноопределяющихся были изменены.
Прежних два первых разряда по образованию были слиты в один, первый разряд. Для выпускников всех прочих учебных заведений был установлен специальный экзамен на право служить вольноопределяющимся, включавший в себя Закон Божий, русский язык, арифметику, геометрию или алгебру, географию и историю.
Сроки службы с льготами по образованию были изменены следующим образом:
- Первый разряд. Срок службы вольноопределяющихся — 1 год, 9 лет в запасе (срок службы на общих основаниях — 2 года, 13 лет в запасе); производились в офицеры по выслуге обязательного срока службы.
- Второй разряд. Срок службы вольноопределяющихся — 2 года, 9 лет в запасе (срок службы на общих основаниях — 3 года, 12 лет в запасе), для получения офицерского звания следовало прослужить 3 года.

В гвардию, артиллерию и инженерные войска принимались только вольноопределяющиеся первого разряда, и только по разрешению командиров частей.
После сокращения срока службы в 1905 году общий срок службы без льгот составлял 3 года в пехоте и пешей артиллерии, 4 года в остальных родах войск на действительной службе, 7-8 лет в запасе, для лиц с льготами по образованию срок службы изменен не был.

#### Изменение условий службы в 1912 году
В 1912 году была принята новая редакция Устава о воинской повинности. Деление вольноопределяющихся на два разряда было отменено. Вольноопределяющихся в войска принимали: имеющих медицинское образование с 15 по 31 декабря, срок службы исчислялся с 1 января, с иным образованием с 15 по 30 июня и срок у них исчислялся с 1 июля. Право быть вольноопределяющимися получили лица, имеющие высшее либо среднее образование, окончившие шесть классов любого среднего учебного заведения или два класса духовной семинарии, не младше 17 лет. Лица, не удовлетворяющие этому цензу, могли сдать особый экзамен, соответствующий программе шести классов средних учебных заведений (без иностранных языков). Вольноопределяющиеся производились в офицеры после сдачи особого экзамена, приблизительно соответствующего курсу юнкерского училища (только специальные военные дисциплины).
Срок службы вольноопределяющихся, не желавших сдавать экзамен на офицерское звание (либо не выдержавших его), составлял 2 года на действительной службе и 16 лет в запасе.
Вольноопределяющиеся, сдавшие офицерский экзамен, служили 1 год 6 месяцев на действительной службе и 16 лет 6 месяцев в запасе, причем, по усмотрению начальства, они могли быть отчислены в запас по выслуге 1 года и 3 месяцев с обязательством отслужить 3 месяца.
Врачи служили 2 года, занимая должности своей специальности, при этом они производились в классный чин через 4 месяца службы.
Если вольноопределяющиеся сдавали испытание в конце первого года службы, они производились в прапорщики и продолжали службу в офицерском чине. Если они сдавали экзамен на втором году службы на звание подпоручика, их производили в подпоручики, одновременно с выпуском юнкерских училищ.
Условия для лиц с образовательным цензом, имеющих право быть вольноопределяющимися, но попавшими на службу по жребию, перестали отличаться от вольноопределяющихся. Они также могли сдавать экзамен на офицерский чин, после чего также производились в офицеры через 1 год 6 месяцев и отчислялись в запас.

### Вольноопределяющиеся во флоте
Во флот вольноопределяющимися могли поступать только лица с образованием первого и второго разрядов. Срок службы для обоих разрядов составлял 2 года на действительной службе, 5 лет в запасе. Вольноопределяющиеся принимались во флот в звании юнкера флота.
По окончании срока службы вольноопределяющиеся-юнкера флота подвергались особому экзамену (по программе Морского кадетского корпуса), выдержавшие его производились в звание гардемарина и кондуктора (что давало право быть произведённым в офицеры через определённое время службы и количество плаваний), не выдержавшие — в унтер-офицеры. Не выдержавшие экзамен могли добровольно служить далее, через год они получали право сдавать экзамен ещё раз.
С 1882 года вольноопределяющиеся сдавали экзамен и по его результатам производились непосредственно в мичманы и прапорщики флота. В отличие от сухопутных войск, для производства в мичманы требовалось «удостоение начальства» и 16-месячный ценз плавания. В 1884 году чин прапорщика по Адмиралтейству, стоявший ниже чина мичмана (с 1884 г. 10 класс по Табели о рангах), начали присваивать не только офицерам береговой службы, но и офицерам корабельного состава, производимым из вольноопределяющихся.
С 1886 года вольноопределяющимися во флот принимали только лиц с высшим образованием.
С 1909 года условия прохождения службы вольноопределяющимися-юнкерами флота снова усложнились. По усмотрению начальства юнкера флота производились в корабельные гардемарины (14 или 13 класс по Табели о рангах в зависимости от сроков выслуги). Чин корабельного гардемарина в тот период также присваивался выпускникам военно-морских училищ на время прохождения ими обязательной практики плавания. По окончании установленного срока плавания (около года) гардемарины сдавали практический экзамен, по результатам которого производились в офицеры (окончившим училища присваивался чин мичмана, вольноопределяющимся — чин прапорщика по Адмиралтейству). Вольноопределяющиеся, прослужившие два обязательных года и не получившие чина гардемарина, могли по своему выбору либо уволиться в запас нижним чином, либо остаться на третий год службы. Если и по окончании третьего года службы они не получали чина гардемарина, они в обязательном порядке увольнялись в запас, причем получали возможность держать экзамен на чин прапорщика по Адмиралтейству; получившие чин гардемарина имели право продолжать службу по своему желанию.

### Знаки различия
Для различия военнослужащих на правах вольноопределяющегося по краю погона размещался шнур специальной расцветки, трёхцветный бело-желто-чёрный кант, которым обшивались погоны.

Знаки различия вольноопределяющегося
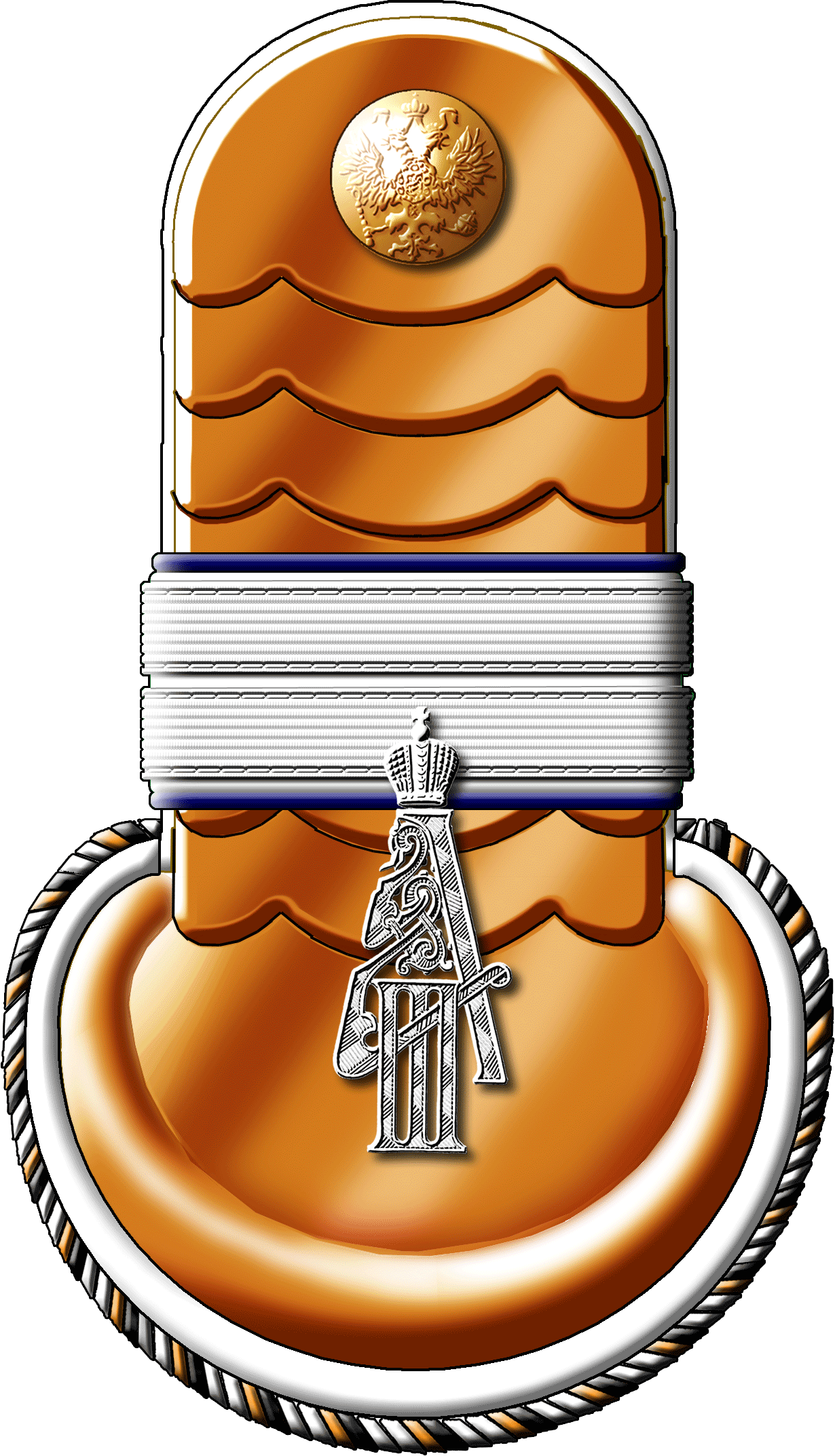
Эполет младшего унтер-офицера, 1908
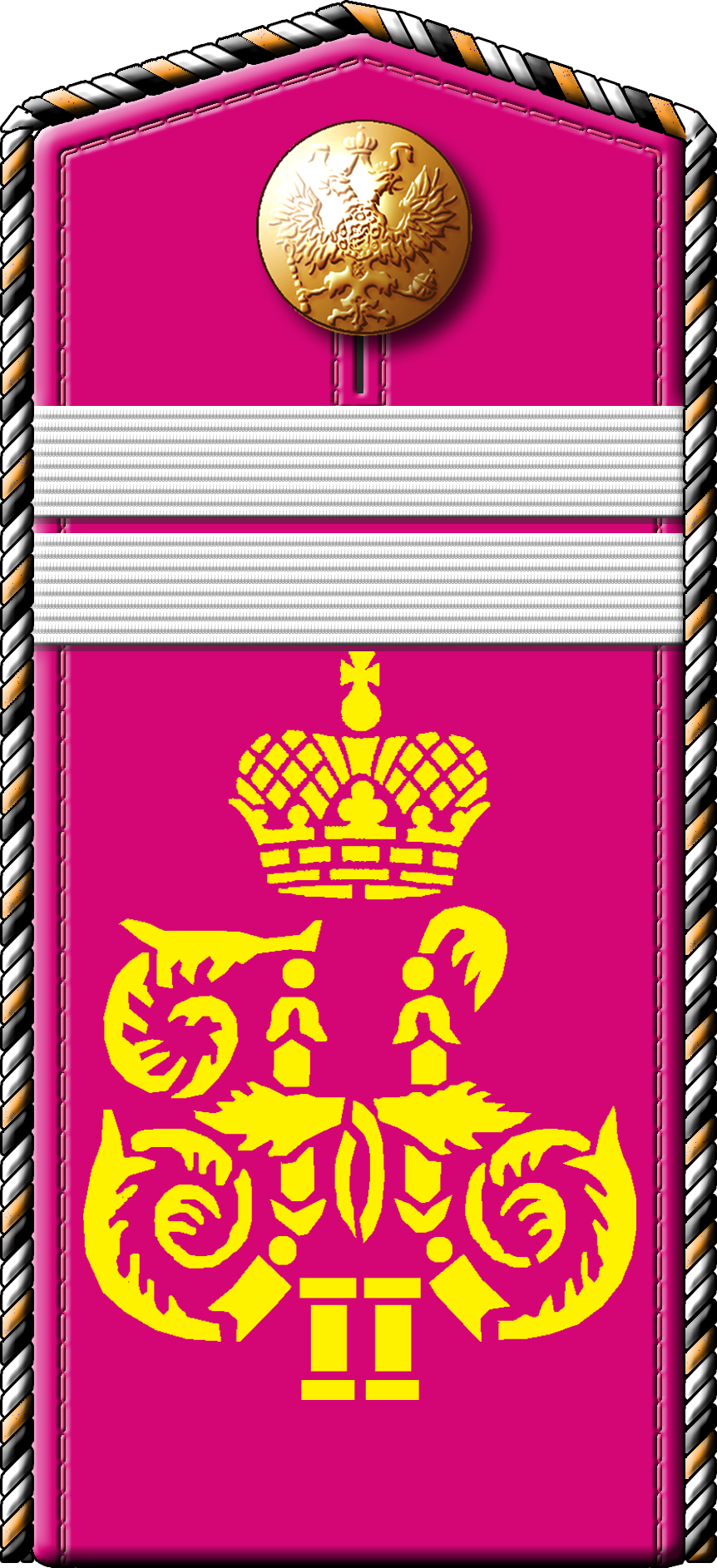
Погон младшего унтер-офицера, 1904
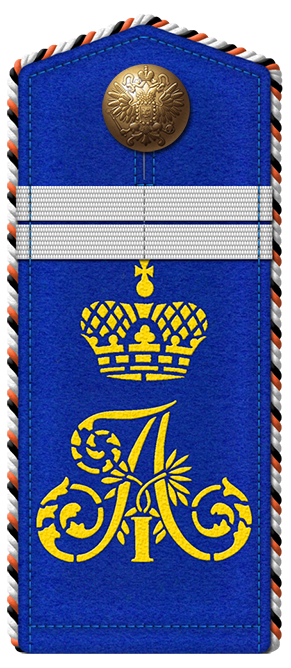
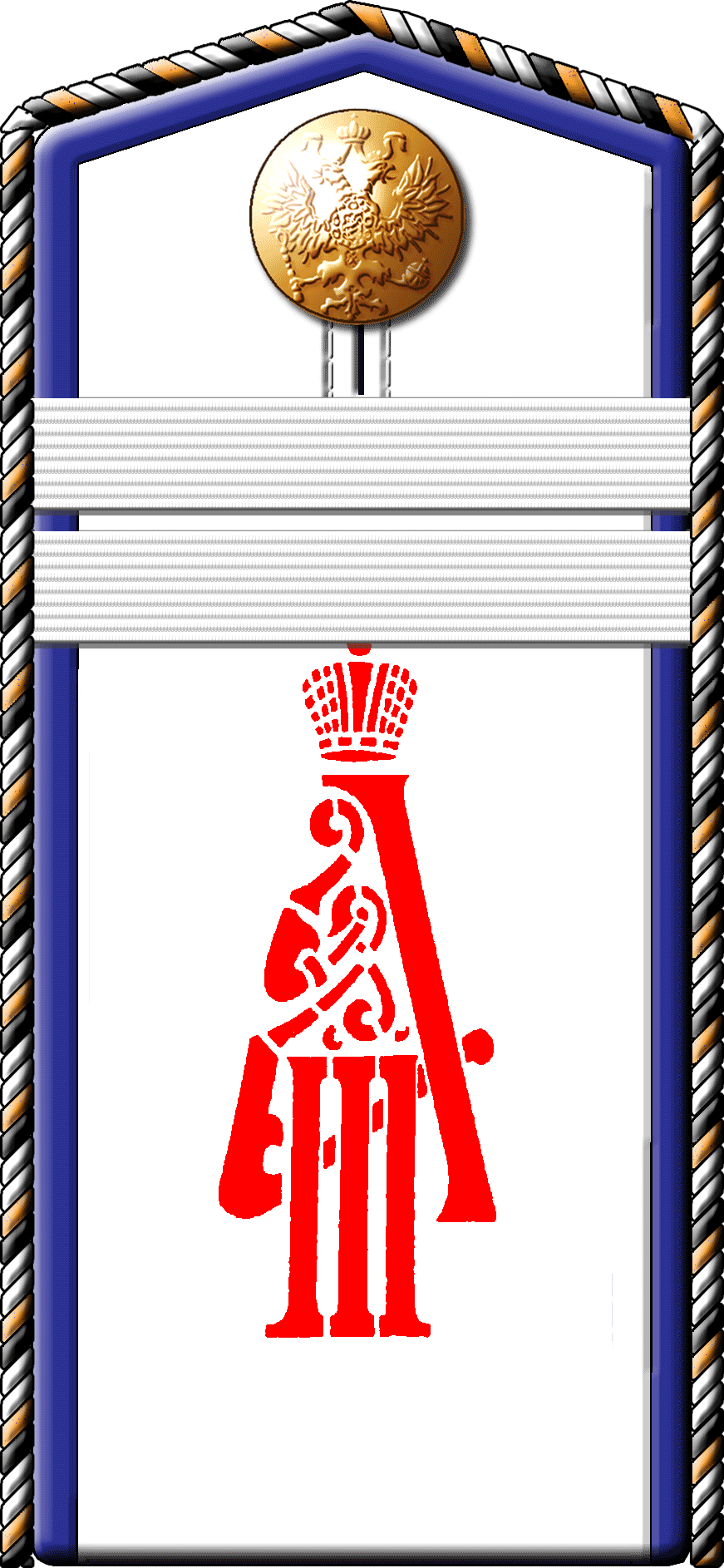
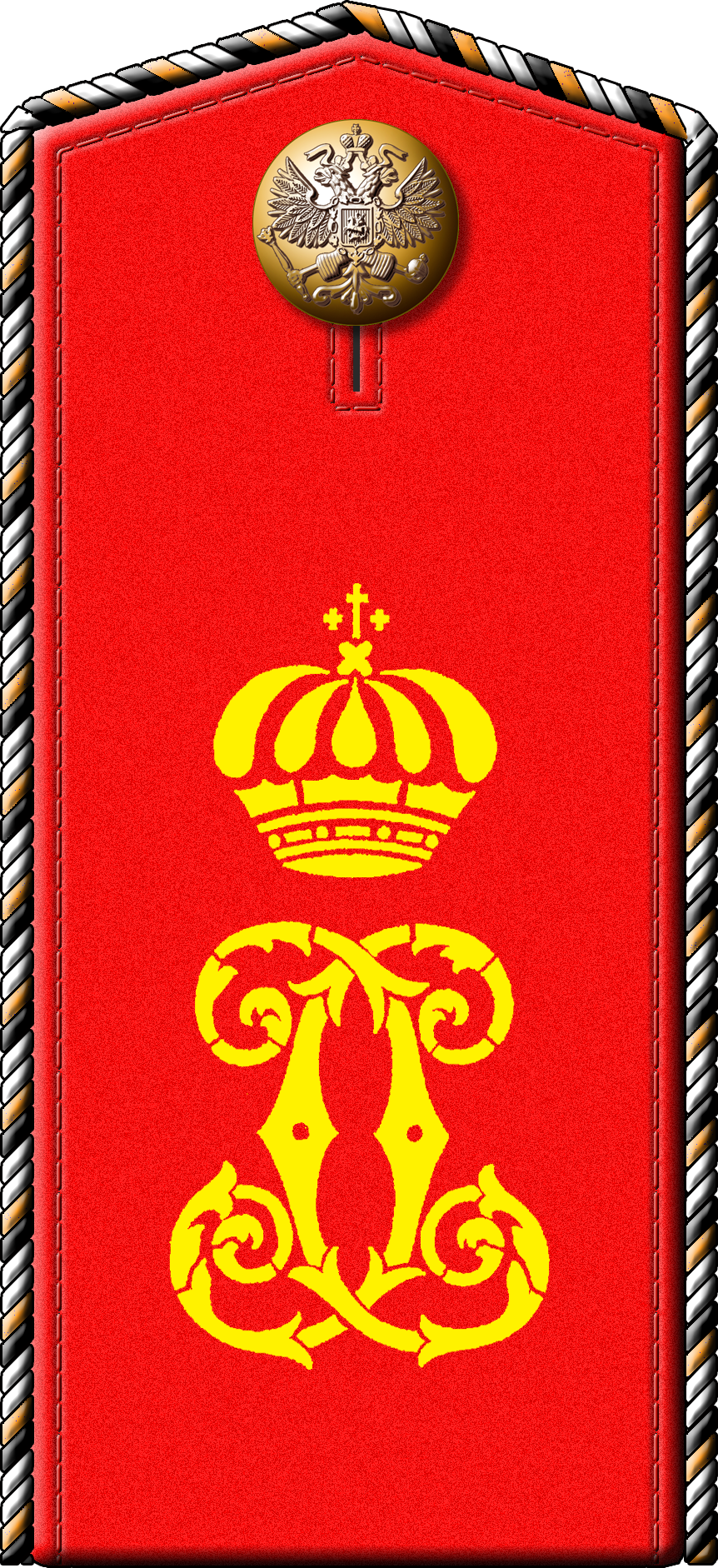
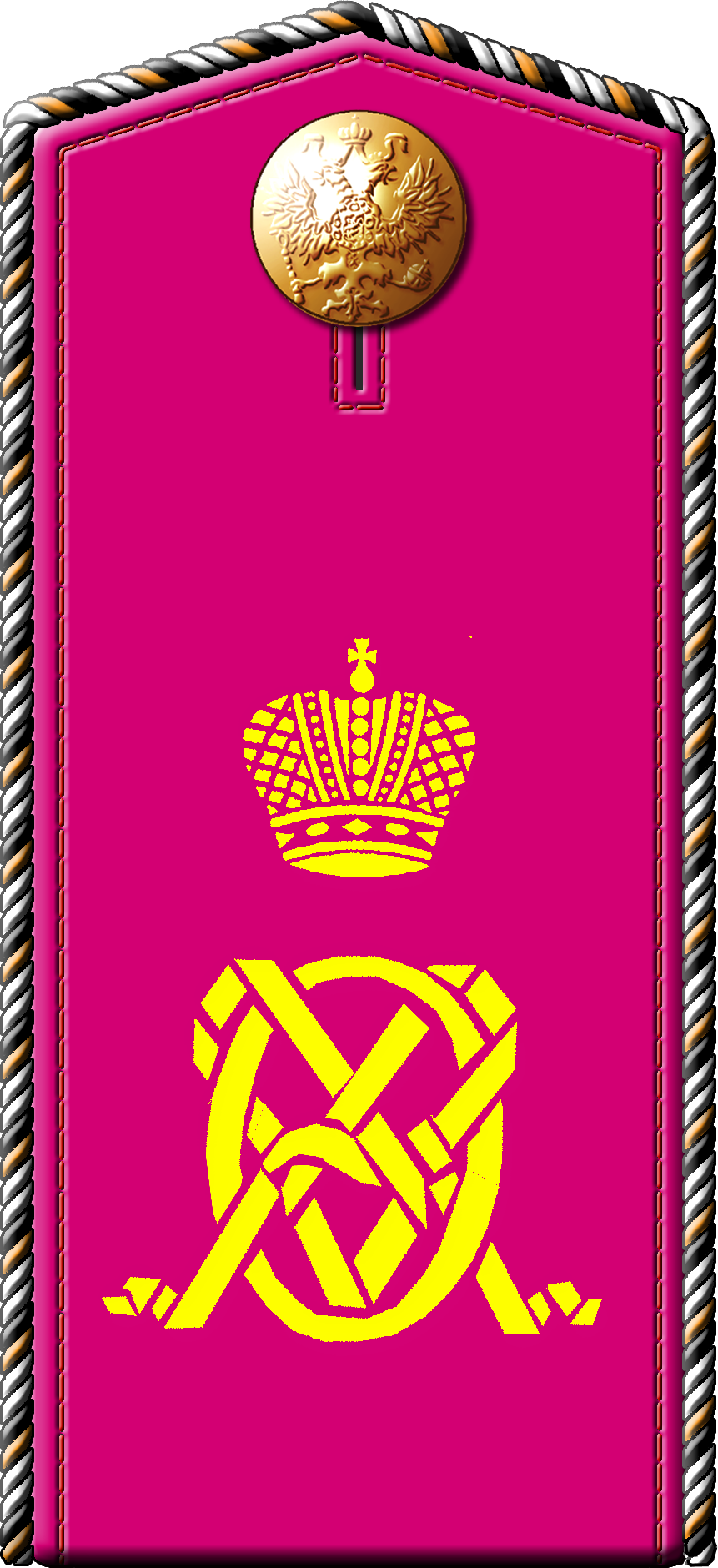
Погон рядового, 1904
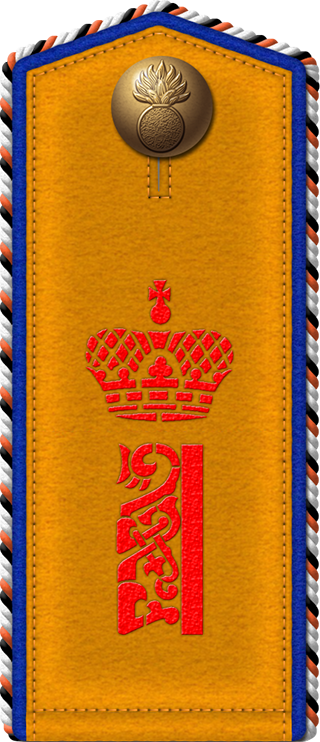
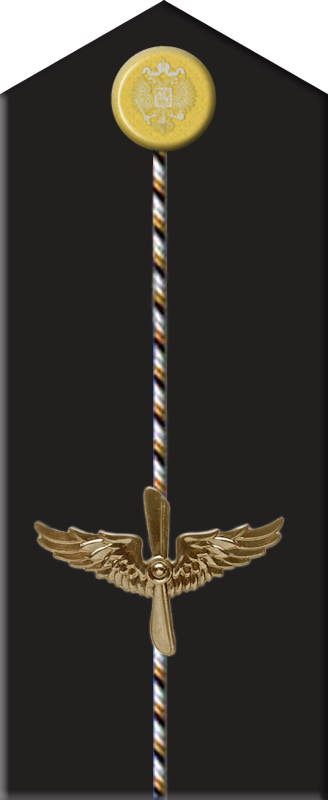
Погон юнкера флота школы морской авиации, 1915-1917
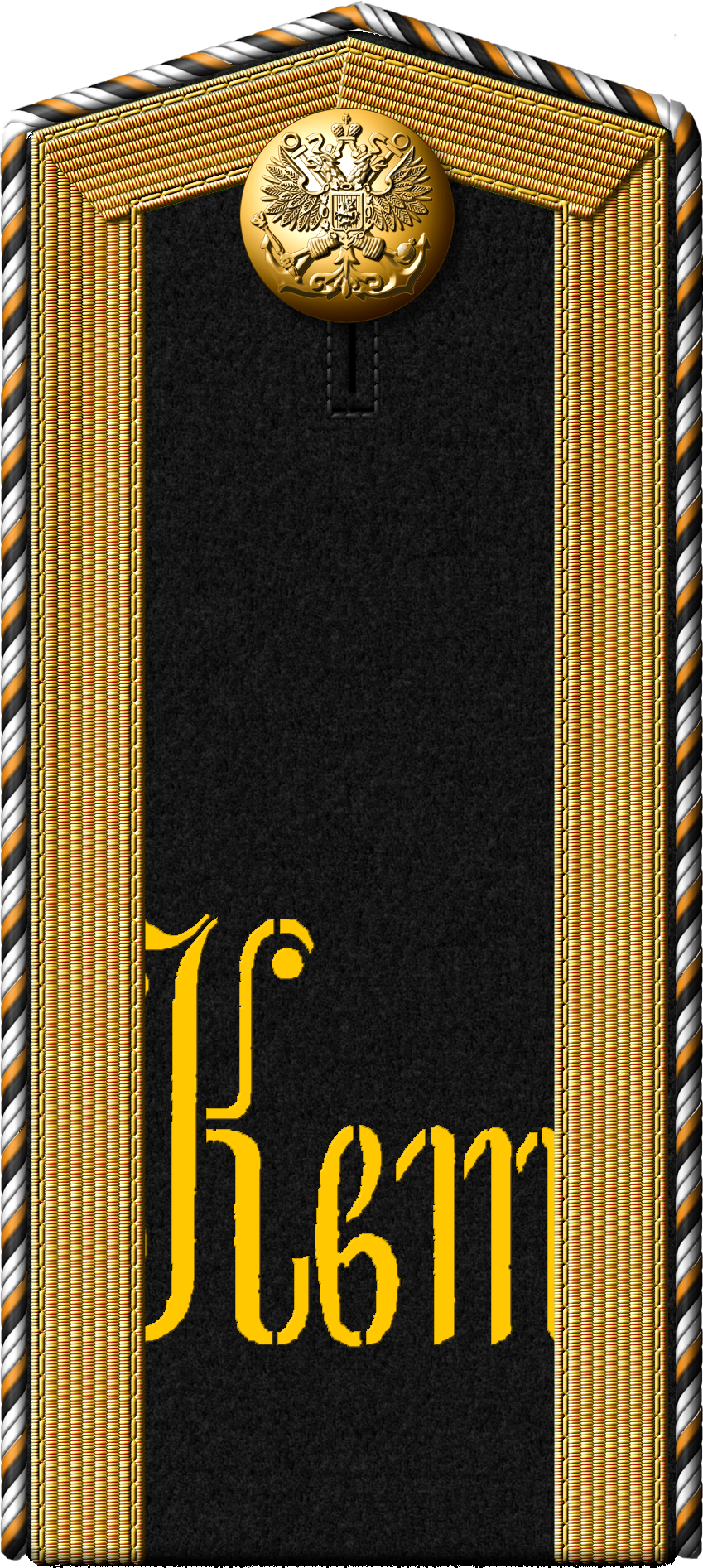
Юнкер флота Квантунского флотского экипажа